# Порядок видалення дерев у містах і населених пунктах

## Загальні положення
Зелені насадження, що знаходяться у населених пунктах, згідно ст. 4 Лісового кодексу України, не відносяться до лісового фонду, і тому на них не поширюються Санітарні правила в лісах України і Правила поліпшення якісного складу лісів, що регламентують санітарні рубки в лісах України, і, у тому числі, в лісових об'єктах ПЗФ.
Санітарні рубки в міських зелених насадженнях, у тому числі в об'єктах ПЗФ, що знаходяться в населених пунктах, регламентують інші підзаконні акти. Згідно Порядку видалення дерев, кущів, газонів і квітників у населених пунктах, затверджених Кабміном України 1 серпня 2006 р., видалення зелених насаджень здійснюється у тому числі тоді, коли є аварійні, сухостойні і фаутні дерева, а також дерева самосівів і порослеві з діаметром кореневої системи не більше ніж 5 см.

## Недоліки підзаконних актів, що регламентують знос дерев у містах і населених пунктах
У трьох основних юридичних документах, що регламентують в Україні утримання в населених пунктах зелених насаджень, ні у Правилах утримання зелених насаджень в населених пунктах України, ні в порядку видалення дерев, кущів, газонів і квітників у населених пунктах, ні в Законі України «Про благоустрій населених пунктів» немає пояснення, яке дерево відноситься до сухостойних або фаутних. Така невизначеність дозволяє будь-яке дерево, що має одну-дві сухі гілки, визнати сухостойним і спилювати. Також до фаутного дерева можна віднести будь-яке дерево з наявністю вад стовбура — дупел, сухобокості, тріщин, напливів деревини, механічних ушкоджень, ушкоджень шкідниками, хворобами і тому подібне.
У Правилах утримання зелених насаджень у населених пунктах України, затверджених Міністерством будівництва, архітектури і житлово-комунального господарства України 10.04.2006 (пункт 9.1.12) є тільки пояснення терміна «аварійне дерево» — це дерево, яке може складати загрозу для життя і здоров'я пішоходів, транспортних засобів, пошкодити лінії електропередач, будинки, споруди або знаходиться у пошкодженому стані внаслідок снігопадів, вітролому, урагану і інших стихійних природних явищ, або за наявності гнилої серцевини ствола, значної суховершинності, досягнення вікової межі".
Останні три характеристики «аварійного дерева» — гнила серцевина, значна суховершинність і досягнення вікової межі не лише дають юридичне обґрунтування знищувати усі дуплисті дерева, що відіграють величезну роль для охорони  біорізноманітності, але і зараховувати до «аварійних» значну кількість дерев в парках, скверах і міських об'єктах ПЗФ, що не представляють ніякої загрози для людей, транспорту, будинків і інших споруд.
Завдяки невизначеності термінів «сухостойне дерево», «фаутне дерево» і розпливчастості і нечіткості визначення терміна «аварійне дерево», під ці категорії дерев, що підлягають беззастережному зносу, потрапляє значна кількість дерев, що ростуть в міських об'єктах ПЗФ, парках, скверах, що веде не лише до знищення жител багатьох диких тварин, що мешкають у дуплах міських дерев (білки, кажани, сови, дятли, синиці, личинки жука-відлюдника і тому подібне), але і до загибелі унікальних вікових дерев, які є справжніми пам'ятками природи, проте «досягли вікової межі» і, на думку комунальників, перетворилися на «аварійні» дерева .
Слід також підкреслити один дуже характерний момент. Згідно Порядку видалення дерев, кущів, газонів і квітників у населених пунктах, оновлена вартість за вирубування аварійних, сухостойних і фаутних дерев не нараховується. Таким чином створений прекрасний механізм для заробляння грошей шляхом організації в містах і населених пунктах широкомасштабних лісосік під виглядом санітарних рубок. Так, у грудні 2016 р., комунальне підприємство по утриманню зелених насаджень Голосіївського району м. Києва, під виглядом боротьби з «аварійними і сухостойними» деревами у заповідній зоні РЛП «Лиса гора» вирубало 228 дерев.

## Порушення природоохоронного законодавства
Порядок видалення дерев, кущів, газонів і квітників у населених пунктах, і Правила утримання зелених насаджень в населених пунктах України, сприяючи знищенню дуплистих і сухостойних дерев, що є житлами рідкісних видів фауни і флори, порушують наступні Закони України і міжнародні акти:
1. Статтю 39 Закону України «Про тваринний світ», що вимагає забезпечувати охорону жител і умов розмноження тварин при лісогосподарських заходах.
2. Статтю 27 Закону України «Про рослинний світ», яка забороняє технології, які викликають порушення стану і умов зростання рослин.
3. Статтю 20 Закону України «Про Червону книгу України», яка свідчить про відповідальність винних у погіршенні умов мешкання (зростання) видів тварин і рослин, занесених в Червону книгу України.
4. Статтю 90 Кодексу України про адміністративні правопорушення, яка притягає до відповідальності винних у погіршенні умов мешкання (зростання) тварин і рослин, занесених в Червону книгу України. Стаття 87 цього Кодексу притягає до відповідальності винних в порушенні умов охорони жител тварин.
5. п. Д, статті 8 Конвенції про охорону біологічної різноманітності, який зобов'язує налагодити охорону природних жител видів флори і фауни і збереження популяцій видів у природних умовах.
6. п. 4, статті 3 Угоди про охорону кажанів в Європі, який зобов'язує здійснювати необхідні дії з метою охорони кажанів.
7. п. б, статті 6 Конвенцій про охорону дикої флори і фауни і природних жител в Європі (Конвенція Берну), який забороняє завдавати умисного збитку місцям виведення потомства або відпочинку або їх знищення.
8. У зв'язку з входженням України до Євросоюзу, порушуються ст. 2, 4, 5 Директив Ради Європи «Про охорону диких птахів» від 2.04.1979 р. і ст. 6, 12, 13 Директив Ради Європи «Про охорону жител дикої фауни і флори» від 21.05.1992 р.[7]

## Заходи по поліпшеннюпідзаконних актів, що регламентують знос дерев у містах і населених пунктах
У зв'язку з вищевикладеним, необхідно домагатися внесення змін до Порядку видалення дерев, кущів, газонів і квітників у населених пунктах і в Правила утримання зелених насаджень в населених пунктах України, виключивши з цих документів поняття «сухостойні» і «фаутні» дерева, а також уточнивши термін «аварійне» дерево, виключивши з нього поняття сухостойності, досягнення вікової межі, а також наявність гнилої серцевини. Окрім цього необхідно домагатися, щоб за вирубування усіх без виключення лісів виплачувалася оновлена вартість.